# Alec Potts
Pour les articles homonymes, voir Potts.
Alec Potts est un archer australien né le 9 février 1996. Il a remporté la médaille de bronze en tir à l'arc par équipe aux Jeux olympiques d'été de 2016 à Rio de Janeiro, en association avec Ryan Tyack et Taylor Worth.